# Gerard Lenorman
1. 1. DOORVERWIJZINGGérard Lenorman